# Celeste Ferreira
Celeste Ferreira (Vila Nova de Gaia, 1953) é uma artista plástica portuguesa.
Licenciatura em ensino de Educação Visual  - ESELx – Lisboa, frequentou o Curso de Pintura da FBAUL – Lisboa. 

## Exposições

### Exposições individuais (seleção)
- 2019 - Pintura no Museu Municipal de Espinho - Espinho
- 2018 - Pintura na Galeria Municipal de Arte - Barcelos
- 2016 - Pintura na Galeria de Arte Moderna Pintor Fernando de Azevedo, SNBA - Lisboa
- 2014 – Pintura no Fórum Cultural de Ermesinde - Valongo
- 2003 - Pintura na Galeria de Arte Moderna da SNBA - Lisboa
- 1995 - Pintura no Fórum Cultural do Seixal - Seixal
- 1994 - Pintura na Galeria de Arte Moderna da SNBA - Lisboa
- 1994 - Desenho na Galeria Municipal GYMNÁSIO – Lisboa
- 1976 - Pintura na Sala dos Painéis - Palácio Foz - Lisboa

### Exposições coletivas (seleção)
- 2019 - "Se Você Não Estivesse Aqui" - Cooperativa Árvore - Porto
- 2018 - Amadeo. Centenário da Morte - Espinho; Entre a fragilidade e a força do Desenho - Viana do Castelo; Pensamento e Risco - Exposição Internacional de livros de artista - Gondomar
- 2017 - 2.ª Bienal Internacional de Arte Gaia 2017 - Vila Nova de Gaia
- 2015 - XXIX Exposição Coletiva dos sócios da ÁRVORE – Porto
- 2013 - Coletiva dos sócios na SNBA - Lisboa
- 2012 - XXVI Exposição Coletiva dos sócios da ÁRVORE – Porto
- 2001 - Exposição de Pintura- Solar dos Salemas – Alcácer do Sal
- 1999 - Exposição de Pintura – Maré D’Arte – Lagoa - Algarve
- 1998 - 5 Anos 25 Artistas, Galeria Augusto Cabrita - Fórum Cultural do Seixal
- 1989 - I Anual de Arte Moderna – Lagoa
- 1983 - I Exposição Nacional de Arte Moderna - ARUS  - Museu Nacional de Soares dos Reis Porto e na Sociedade Nacional de Belas Artes - Lisboa
- 1976 - II Trienal da Bulgária – Sófia, Bulgária
- 1975 - Galeria do Jornal de Notícias – Porto

## Coleções públicas onde está representada
- Casa Museu Maria da Fontinha – Castro Daire
- Câmara Municipal do Seixal
- Escola Superior de Educação de Lisboa
- Museu da Cidade de Lisboa
- Câmara Municipal de Valongo
- Câmara Municipal de Barcelos
- Museu de Ovar
- Museu da Cidade de Lisboa
- Museu de Espinho